# Bethonvilliers
Bethonvilliers és un municipi francès, es troba al departament del Territori de Belfort i a la regió de Borgonya - Franc Comtat. L'any 2004 tenia 247 habitants.

## Geografia
Se situa a la vora d'un petit riu anomenat La Madeleine, que neix al massís dels Vosges, just després de travessar els municipis d'Etueffont i Anjoutey.

## Demografia
| 1962 | 1968 | 1975 | 1982 | 1990 | 1999 | 2004 |
| ---- | ---- | ---- | ---- | ---- | ---- | ---- |
| 96   | 92   | 136  | 116  | 154  | 217  | 247  |